# Coppa panamericana femminile under 21 di pallavolo 2023
La Coppa panamericana femminile under 21 di pallavolo 2023, 7ª edizione dell'omonima competizione femminile di pallavolo, si è svolta dal 24 al 28 maggio 2023 a Nogales, in Messico: al torneo hanno partecipato otto squadre nazionali under 21 nordamericane e sudamericane e la vittoria finale è andata per la terza volta, la seconda consecutiva, agli Stati Uniti.

## Impianti
|                                                             |  |  |
|                                                             |  |  |
| Polideportivo Città: Nogales Capienza: ? Anno d'apertura: ? |  |  |

## Regolamento

### Formula
Le squadre hanno disputato una prima fase a gironi con formula del girone all'italiana; al termine della prima fase:
- Le prime tre classificate di ogni girone hanno acceduto alla fase finale per il primo posto, strutturata in quarti di finale, a cui hanno partecipato solo le seconde e le terze classificate, semifinali, finale per il terzo posto e finale.
- Le quarte classificate di ogni girone e le due eliminate ai quarti di finale della fase finale per il primo posto hanno acceduto alla fase finale per il quinto posto, strutturata in semifinali, finale per il settimo posto e finale per il quinto posto.

### Criteri di classifica
Se il risultato finale è stato di 3-0 sono stati assegnati 5 punti alla squadra vincente e 0 a quella sconfitta, se il risultato finale è stato di 3-1 sono stati assegnati 4 punti alla squadra vincente e 1 a quella sconfitta, se il risultato finale è stato di 3-2 sono stati assegnati 3 punti alla squadra vincente e 2 a quella sconfitta.
L'ordine del posizionamento in classifica è stato definito in base a:
- Numero di partite vinte;
- Punti;
- Ratio dei set vinti/persi;
- Ratio dei punti realizzati/subiti;
- Risultati degli scontri diretti.

## Squadre partecipanti
| Squadra         | Qualificazione      | Ultima partecipazione |
| --------------- | ------------------- | --------------------- |
| Belize          | -                   | Debutto               |
| Costa Rica      | -                   | Messico 2022          |
| Cuba            | -                   | Messico 2022          |
| Guatemala       | -                   | Perù 2019             |
| Messico         | Paese organizzatore | Messico 2022          |
| Porto Rico      | -                   | Messico 2022          |
| Rep. Dominicana | -                   | Messico 2022          |
| Stati Uniti     | -                   | Messico 2022          |

## Torneo

### Fase a gironi
| Girone A   | Girone B        |
| ---------- | --------------- |
| Belize     | Costa Rica      |
| Cuba       | Guatemala       |
| Messico    | Rep. Dominicana |
| Porto Rico | Stati Uniti     |

#### Girone A

##### Risultati
| 24 maggio 2023 Polideportivo, Nogales Durata: 1h:11 - Spettatori: 300   | Cuba       | 3 - 0 | Belize     | 25-14, 25-12, 25-18        |
| 24 maggio 2023 Polideportivo, Nogales Durata: 1h:29 - Spettatori: 500   | Messico    | 3 - 0 | Porto Rico | 25-18, 25-20, 25-21        |
| 25 maggio 2023 Polideportivo, Nogales Durata: 1h:19 - Spettatori: 150   | Porto Rico | 3 - 0 | Belize     | 25-12, 25-18, 25-13        |
| 25 maggio 2023 Polideportivo, Nogales Durata: 1h:45 - Spettatori: 1 500 | Messico    | 3 - 1 | Cuba       | 25-16, 25-23, 20-25, 25-17 |
| 26 maggio 2023 Polideportivo, Nogales Durata: 1h:24 - Spettatori: 100   | Cuba       | 3 - 0 | Porto Rico | 25-19, 25-17, 25-21        |
| 26 maggio 2023 Polideportivo, Nogales Durata: 1h:02 - Spettatori: 500   | Messico    | 3 - 0 | Belize     | 25-11, 25-11, 25-15        |

##### Classifica
| Pos. | Squadra    | Pt | G | V | P | SV | SP | Ratio | PF  | PS  | Ratio |
| ---- | ---------- | -- | - | - | - | -- | -- | ----- | --- | --- | ----- |
| 1.   | Messico    | 14 | 3 | 3 | 0 | 9  | 1  | 9,000 | 245 | 177 | 1,384 |
| 2.   | Cuba       | 11 | 3 | 2 | 1 | 7  | 3  | 2,333 | 231 | 196 | 1,178 |
| 3.   | Porto Rico | 5  | 3 | 1 | 2 | 3  | 6  | 0,500 | 191 | 193 | 0,989 |
| 4.   | Belize     | 0  | 3 | 0 | 3 | 0  | 9  | 0,000 | 124 | 225 | 0,551 |

      Qualificata alle semifinali per il primo posto.
      Qualificata ai quarti di finale per il primo posto.
      Qualificata alle semifinali per il quinto posto.

#### Girone B

##### Risultati
| 24 maggio 2023 Polideportivo, Nogales Durata: 1h:12 - Spettatori: 150   | Stati Uniti     | 3 - 0 | Guatemala   | 25-8, 25-13, 25-14  |
| 24 maggio 2023 Polideportivo, Nogales Durata: 1h:24 - Spettatori: 1 000 | Rep. Dominicana | 3 - 0 | Costa Rica  | 25-20, 25-17, 25-17 |
| 25 maggio 2023 Polideportivo, Nogales Durata: 1h:29 - Spettatori: 200   | Guatemala       | 0 - 3 | Costa Rica  | 18-25, 22-25, 23-25 |
| 25 maggio 2023 Polideportivo, Nogales Durata: 1h:18 - Spettatori: 750   | Rep. Dominicana | 0 - 3 | Stati Uniti | 16-25, 20-25, 14-25 |
| 26 maggio 2023 Polideportivo, Nogales Durata: 1h:00 - Spettatori: 100   | Stati Uniti     | 3 - 0 | Costa Rica  | 25-11, 25-8, 25-9   |
| 26 maggio 2023 Polideportivo, Nogales Durata: 1h:12 - Spettatori: 250   | Rep. Dominicana | 3 - 0 | Guatemala   | 25-8, 25-13, 25-21  |

##### Classifica
| Pos. | Squadra         | Pt | G | V | P | SV | SP | Ratio | PF  | PS  | Ratio |
| ---- | --------------- | -- | - | - | - | -- | -- | ----- | --- | --- | ----- |
| 1.   | Stati Uniti     | 15 | 3 | 3 | 0 | 9  | 0  | MAX   | 225 | 113 | 1,991 |
| 2.   | Rep. Dominicana | 10 | 3 | 2 | 1 | 6  | 3  | 2,000 | 200 | 171 | 1,169 |
| 3.   | Costa Rica      | 5  | 3 | 1 | 2 | 3  | 6  | 0,500 | 157 | 213 | 0,737 |
| 4.   | Guatemala       | 0  | 3 | 0 | 3 | 0  | 9  | 0,000 | 140 | 225 | 0,622 |

      Qualificata alle semifinali per il primo posto.
      Qualificata ai quarti di finale per il primo posto.
      Qualificata alle semifinali per il quinto posto.

### Fase finale
|  | Quarti | Quarti          | Quarti |  |  | Semifinali | Semifinali      | Semifinali |  |                 | Finale          | Finale          | Finale |
|  |        |                 |        |  |  |            |                 |            |  |                 |                 |                 |        |
|  |        |                 |        |  |  | 1A         | Messico         | 3          |  |                 |                 |                 |        |
|  |        |                 |        |  |  | 1A         | Messico         | 3          |  |                 |                 |                 |        |
|  |        |                 |        |  |  | 2B         | Rep. Dominicana | 1          |  |                 |                 |                 |        |
|  | 2B     | Rep. Dominicana | 3      |  |  | 2B         | Rep. Dominicana | 1          |  |                 |                 |                 |        |
|  | 2B     | Rep. Dominicana | 3      |  |  |            |                 |            |  |                 |                 |                 |        |
|  | 3A     | Porto Rico      | 1      |  |  |            |                 |            |  |                 |                 |                 |        |
|  | 3A     | Porto Rico      | 1      |  |  |            |                 |            |  | 1A              | Messico         | 0               |        |
|  |        |                 |        |  |  |            |                 |            |  | 1A              | Messico         | 0               |        |
|  |        |                 |        |  |  |            |                 |            |  |                 | 1B              | Stati Uniti     | 3      |
|  |        |                 |        |  |  |            |                 |            |  |                 | 1B              | Stati Uniti     | 3      |
|  |        |                 |        |  |  |            |                 |            |  |                 |                 |                 |        |
|  |        |                 |        |  |  |            |                 |            |  |                 |                 |                 |        |
|  |        |                 |        |  |  | 1B         | Stati Uniti     | 3          |  | Finale 3° posto | Finale 3° posto | Finale 3° posto |        |
|  |        |                 |        |  |  | 1B         | Stati Uniti     | 3          |  |                 |                 |                 |        |
|  |        |                 |        |  |  | 2A         | Cuba            | 0          |  |                 | 2B              | Rep. Dominicana | 1      |
|  | 2A     | Cuba            | 3      |  |  |            | Cuba            | 0          |  |                 | 2B              | Rep. Dominicana | 1      |
|  | 2A     | Cuba            | 3      |  |  |            |                 |            |  | 2A              | Cuba            | 3               |        |
|  | 3B     | Costa Rica      | 0      |  |  |            |                 |            |  |                 | Cuba            | 3               |        |
|  | 3B     | Costa Rica      | 0      |  |  |            |                 |            |  |                 |                 |                 |        |

#### Quarti di finale
| 26 maggio 2023 Polideportivo, Nogales Durata: 1h:31 - Spettatori: 900 | Cuba            | 3 - 0 | Costa Rica | 25-20, 29-27, 31-29        |
| 26 maggio 2023 Polideportivo, Nogales Durata: 1h:57 - Spettatori: 750 | Rep. Dominicana | 3 - 1 | Porto Rico | 25-17, 28-26, 18-25, 25-19 |

#### Semifinali
| 27 maggio 2023 Polideportivo, Nogales Durata: 1h:14 - Spettatori: 1 000 | Stati Uniti | 3 - 0 | Cuba            | 25-15, 25-13, 25-20        |
| 27 maggio 2023 Polideportivo, Nogales Durata: 1h:53 - Spettatori: 1 500 | Messico     | 3 - 1 | Rep. Dominicana | 26-24, 25-21, 24-26, 25-17 |

#### Finale 3º posto
| 28 maggio 2023 Polideportivo, Nogales Durata: 1h:40 - Spettatori: 1 300 | Cuba | 3 - 1 | Rep. Dominicana | 25-22, 25-20, 14-25, 26-24 |

#### Finale
| 28 maggio 2023 Polideportivo, Nogales Durata: 1h:16 - Spettatori: 1 800 | Stati Uniti | 3 - 0 | Messico | 25-13, 25-16, 25-21 |

### Fase finale per il 5º posto
|  | Semifinali | Semifinali | Semifinali |                 |    | Finale     | Finale     | Finale |
|  |            |            |            |                 |    |            |            |        |
|  | 3A         | Porto Rico | 3          |                 |    |            |            |        |
|  | 3A         | Porto Rico | 3          |                 |    |            |            |        |
|  | 4B         | Guatemala  | 1          |                 |    |            |            |        |
|  | 4B         | Guatemala  | 1          |                 | 3A | Porto Rico | 3          |        |
|  |            |            |            |                 | 3A | Porto Rico | 3          |        |
|  |            |            |            |                 |    | 3B         | Costa Rica | 0      |
|  | 3B         | Costa Rica | 3          |                 |    | 3B         | Costa Rica | 0      |
|  | 3B         | Costa Rica | 3          |                 |    |            |            |        |
|  | 4A         | Belize     | 0          |                 |    |            |            |        |
|  | 4A         | Belize     | 0          | Finale 3° posto |    |            |            |        |
|  |            |            |            |                 |    |            |            |        |
|  |            |            |            |                 |    | 4B         | Guatemala  | 3      |
|  |            |            |            |                 |    | 4B         | Guatemala  | 3      |
|  |            |            |            |                 |    | 4A         | Belize     | 0      |

#### Semifinali
| 27 maggio 2023 Polideportivo, Nogales Durata: 1h:40 - Spettatori: 300 | Guatemala | 1 - 3 | Porto Rico | 17-25, 14-25, 25-21, 9-25 |
| 27 maggio 2023 Polideportivo, Nogales Durata: 1h:19 - Spettatori: 400 | Belize    | 0 - 3 | Costa Rica | 20-25, 17-25, 20-25       |

#### Finale 7º posto
| 28 maggio 2023 Polideportivo, Nogales Durata: 1h:15 - Spettatori: 250 | Guatemala | 3 - 0 | Belize | 25-19, 25-11, 25-22 |

#### Finale 5º posto
| 28 maggio 2023 Polideportivo, Nogales Durata: 1h:13 - Spettatori: 400 | Porto Rico | 3 - 0 | Costa Rica | 25-17, 25-21, 25-21 |

## Classifica finale
| Pos     | Squadra         | Rosa |
| ------- | --------------- | --- |
| Oro     | Stati Uniti     | Formazione: 2 Briseño, 3 Chicoine, 5 Fairbanks, 7 Wucherer, 8 Hudson, 9 Sis, 10 Stucky, 13 Essix, 14 Kahahawai, 15 Sczech, 16 Kelley, 17 Singletary, CT: Fisher          |
| Argento | Messico         | Formazione: 2 Topete, 4 Esquer, 5 Arreola, 6 Soto, 8 Goris, 9 Ramírez, 10 Márquez, 12 Pérez, 15 Herrera, 18 Zilli, 21 Ung, 23 Oregel, CT: León                           |
| Bronzo  | Cuba            | Formazione: 1 Grafort, 3 Kindelán, 6 de la Peña, 9 Nold, 13 Reyes, 14 Tarín, 16 T. Castillo, 19 Ruiz, 21 James, 22 Hernández, 23 S. Castillo, CT: Robinson               |
| 4       | Rep. Dominicana | Formazione: 4 Paniagua, 5 Cuevas, 6 Ramírez, 7 Alonzo, 10 Filpo, 12 Liberato, 13 Rodríguez, 16 Arias, 17 Soler, 18 Maleno, 19 Puente, 20 Martínez, CT: Cruz              |
| 5       | Porto Rico      | Formazione: 2 Valencia, 3 Guibert, 8 E. García, 11 Cruz, 12 Báez, 13 Martell, 14 Y. García, 15 López, 16 Pérez, 17 Sánchez, 18 Velázquez, 19 Moctezuma, CT: Rivera       |
| 6       | Costa Rica      | Formazione: 1 Fernández, 2 Na. Mata, 3 Solano, 6 Torres, 7 Ni. Mata, 8 Rodríguez, 12 Fonseca, 13 Barley, 14 Moraga, 15 León, 19 Bolaños, 21 Campos, CT: Bonilla          |
| 7       | Guatemala       | Formazione: 1 Guerra, 2 Lima, 3 González, 4 Ibarra, 5 Castellanos, 6 Monney, 8 Sopegno, 9 Granados, 11 Mendoza, 12 Santa Cruz, 14 Trigueño, 16 Mendizabal, CT: Fernández |
| 8       | Belize          | Formazione: 1 Jones, 2 Bruce, 3 Hall, 5 Cardinez, 9 Avila, 12 Gordon, 13 Leslie, 14 Ramirez, 18 Omamurhe, 19 Martinez, 20 Zi. Henderson, 21 Za. Henderson, CT: Fontes    |

## Premi individuali
| Premio                 | Nome             | Squadra         |
| ---------------------- | ---------------- | --------------- |
| MVP                    | Chloe Chicoine   | Stati Uniti     |
| Miglior realizzatrice  | Grace López      | Porto Rico      |
| Miglior servizio       | Regina Pérez     | Messico         |
| Miglior difesa         | Ainoah Cruz      | Porto Rico      |
| Miglior ricevitrice    | Lauren Briseño   | Stati Uniti     |
| Miglior palleggiatrice | Rachel Fairbanks | Stati Uniti     |
| Miglior opposto        | Ariana Rodríguez | Rep. Dominicana |
| Miglior schiacciatrice | Chloe Chicoine   | Stati Uniti     |
| Miglior schiacciatrice | Norah Sis        | Stati Uniti     |
| Miglior centrale       | Gabrielle Essix  | Stati Uniti     |
| Miglior centrale       | Marcelle Báez    | Porto Rico      |
| Miglior libero         | Ainoah Cruz      | Porto Rico      |

## Statistiche
| Rendimento individuale | Rendimento individuale | Rendimento individuale | Rendimento individuale |
| Pos.                   | Nome                   | Punti                  | Squadra                |
| ---------------------- | ---------------------- | ---------------------- | ---------------------- |
| 1                      | Grace López            | 118                    | Porto Rico             |
| 2                      | Ariana Rodríguez       | 94                     | Rep. Dominicana        |
| 3                      | Katielle Alonzo        | 83                     | Rep. Dominicana        |
| 4                      | Lisania Grafort        | 79                     | Cuba                   |
| 4                      | Aimé Topete            | 79                     | Messico                |

| Attacchi vincenti | Attacchi vincenti | Attacchi vincenti | Attacchi vincenti |
| Pos.              | Nome              | Punti             | Squadra           |
| ----------------- | ----------------- | ----------------- | ----------------- |
| 1                 | Grace López       | 104               | Porto Rico        |
| 2                 | Katielle Alonzo   | 74                | Rep. Dominicana   |
| 3                 | Ariana Rodríguez  | 72                | Rep. Dominicana   |
| 4                 | Lisania Grafort   | 70                | Cuba              |
| 5                 | Aimé Topete       | 68                | Messico           |

| Muri vincenti | Muri vincenti    | Muri vincenti | Muri vincenti   |
| Pos.          | Nome             | Punti         | Squadra         |
| ------------- | ---------------- | ------------- | --------------- |
| 1             | Gabrielle Essix  | 20            | Stati Uniti     |
| 2             | Marcelle Báez    | 18            | Porto Rico      |
| 3             | Yensy Kindelán   | 17            | Cuba            |
| 4             | Arleth Márquez   | 13            | Messico         |
| 4             | Vallery Martínez | 13            | Rep. Dominicana |
| 4             | Danna León       | 13            | Costa Rica      |

| Battute vincenti | Battute vincenti | Battute vincenti | Battute vincenti |
| Pos.             | Nome             | Punti            | Squadra          |
| ---------------- | ---------------- | ---------------- | ---------------- |
| 1                | Regina Pérez     | 14               | Messico          |
| 2                | Grace López      | 11               | Porto Rico       |
| 2                | Ailyn Liberato   | 11               | Rep. Dominicana  |
| 4                | Ariana Rodríguez | 10               | Rep. Dominicana  |
| 5                | Marcelle Báez    | 8                | Porto Rico       |